# Björn Albrecht
Björn Albrecht (* 18. Juli 1980 in Meiningen) ist ein deutscher Basketballfunktionär.

## Leben
Der gebürtig aus dem thüringischen Meiningen stammende Albrecht studierte Sportwissenschaft, Wirtschaftswissenschaft und interkulturelle Wirtschaftskommunikation an der Friedrich-Schiller-Universität Jena und war dort anschließend bis 2005 als wissenschaftlicher Mitarbeiter tätig. 2005 trat er im Arbeitsbereich Vermarktung und Vertrieb eine Stelle in der Betreibergesellschaft des Basketball-Bundesligisten Brose Bamberg an und übernahm 2008 die Leitung dieses Bereichs. Ab Januar 2015 war er zudem Prokurist. Zudem gehörte er als Schriftführer dem Vorstand des Brose Bamberg e.V. an.
Am 1. Oktober 2018 trat Albrecht seinen Dienst als Geschäftsführer der BBC Bayreuth Spielbetrieb GmbH, dem Betreiber des Bundesligisten Medi Bayreuth, an. Dort schied er als Geschäftsführer zum 1. November 2020 aus.